# Tetramerium yaquianum
Tetramerium yaquianum är en akantusväxtart som beskrevs av T.F. Daniel. Tetramerium yaquianum ingår i släktet Tetramerium och familjen akantusväxter. Inga underarter finns listade i Catalogue of Life.